# Sarawut Kanlayanabandit
Sarawut Kanlayanabandit (Thai: สราวุธ กัลยาณบัณฑิต, * 27. Mai 1991 in Loei) ist ein thailändischer Fußballspieler.

## Karriere

### Verein
Seine fußballerische Laufbahn begann 2009 bei Loei City FC. Hier spielte er bis Juli 2010 zehnmal. Zur Rückserie wechselte er zum Drittligisten Raj-Vithi FC nach Bangkok. Hier lief er 18-mal auf und schoss ein Tor. 2011 wechselte er zum Drittligisten Kasetsart FC. Für Kasetsart spielte er 22-mal in der Regional League Division 2. 2012 unterschrieb er einen Vertrag beim Erstligisten TTM Customs. Für den Erstligisten bestritt er 31 Spiele in der Thai Premier League und  schoss dabei zwei Tore. Mitte 2013 zog es ihn zu Muangthong United nach Pak Kret. Hier spielte er eine Saison, bevor er 2015 an den Ligakonkurrenten Air Force United nach Bangkok ausgeliehen wurde. Für Air Force spielte er 28-mal und schoss vier Tore. Nach der Saison ging er wieder zurück zu Muangthong United. Für Muangthong United spielte er fünfmal. 2016 wechselte er zum Erstligisten BEC-Tero Sasana. Für BEC absolvierte er 15 Erstligaspiele und schoss dabei drei Tore. 2017 nahm ihn Pattaya United, ein Erstligist aus Pattaya, unter Vertrag. Für den Club von der Ostküste spielte er bis Ende 2018 46-mal in der Thai League. 2019 spielte er für den neu gegründeten Verein Samut Prakan City FC aus Samut Prakan. Nach 21 Erstligaspielen wechselte er im Juli 2020 zum Ligakonkurrenten Port FC nach Bangkok. Ende Dezember 2020 wurde er an seinen ehemaligen Verein Muangthong ausgeliehen. Für SCG absolvierte er fünf Spiele in der Ersten Liga. Im Juni 2021 kehrte er nach der Ausleihe zum Port FC zurück. Im August 2021 wurde er an den Drittligisten Muang Loei United FC ausgeliehen. Mit dem Verein tritt er in der North/Eastern Region der Dritten Liga an. Am Ende der Saison wurde er mit Muang Loei Meister der Region und man qualifizierte sich für die Aufstiegsspiele zur zweiten Liga. Hier konnte man sich jedoch nicht durchsetzen. Nach der Ausleihe kehrte er zu Port zurück. Im Juni 2022 wechselte er ablösefrei zum Erstligaaufsteiger Sukhothai FC.

### Nationalmannschaft
2013 bis 2014 spielte er sechs Partien für die thailändische U-23-Nationalmannschaft. Er nahm mit dem Team bei den Asian Games 2014 teil. Zweimal spielte er für die thailändische Nationalmannschaft.

## Erfolge
Muangthong United
- Thailändischer Pokalfinalist: 2015
- Kor Royal Cup: 2013 (2. Platz)